# Лудинська сільська рада
Лу́динська сільська́ ра́да — колишня адміністративно-територіальна одиниця та орган місцевого самоврядування в Володимир-Волинському районі Волинської області. Адміністративний центр — село Лудин.
Згідно з рішенням Волинської обласної ради № 36/6 від 14 серпня 2015 року сільська рада увійшла до складу Устилузької об'єднаної міської територіальної громади з центром у місті Устилуг Володимир-Волинського району Волинської області. Натомість на території колишньої ради утворено Лудинський старостинський округ при Устилузькій міській громаді.

## Загальні відомості
Станом на 2001 рік:
- Територія ради: 4,132 км²
- Населення ради: 1187 осіб
- Дворів (квартир): 422, з них 63 нових (після 1991 р.)

## Населені пункти
До серпня 2015 року сільській раді були підпорядковані населені пункти:
- с. Лудин
- с. Амбуків
- с. Рокитниця
- с. Чорників

## Населення
Згідно з переписом УРСР 1989 року чисельність наявного населення сільської ради становила 1822 особи, з яких 834 чоловіки та 988 жінок.
За переписом населення України 2001 року в сільській раді мешкали 1173 особи.

### Мова
Розподіл населення за рідною мовою за даними перепису 2001 року:
| Мова       | Відсоток |
| ---------- | -------- |
| українська | 99,07 %  |
| російська  | 0,51 %   |
| білоруська | 0,25 %   |
| молдовська | 0,08 %   |

## Господарська діяльність
В Лудинській сільській раді працює середня школа, 2 початкові школи, 2 клуби, бібліотека, 3 фельдшерсько-акушерських пункти, відділення зв'язку, АТС на 100 номерів, 8 торговельних закладів.
На території сільської ради доступні такі телеканали: УТ-1, УТ-2, 1+1, Інтер, Обласне телебачення. Радіомовлення здійснюють радіостанції: Радіо «Промінь», Радіо «Світязь», Радіо «Луцьк» та проводове радіо.
Села сільської ради не газифіковані. Дороги з твердим покриттям в незадовільному стані.

## Адреса сільської ради
44732, Волинська обл., Володимир-Волинський р-н, с. Лудин, вул. Гостинець, 26.

## Склад ради
Рада останнього скликання складалась з 20 депутатів та голови.
- Голова ради: Никитюк Андрій Іванович
- Секретар ради: Киричук Надія Миколаївна

### Керівний склад попередніх скликань
| Прізвище, ім'я, по батькові | Основні відомості                                                 | Дата обрання | Дата звільнення |
| --------------------------- | ----------------------------------------------------------------- | ------------ | --------------- |
| Михальчук Віктор Іванович   | Сільський голова, 1961 року народження, безпартійний              | 26.03.2006   | 31.10.2010      |
| Никитюк Андрій Іванович     | Сільський голова, 1982 року народження, освіта вища, безпартійний | 31.10.2010   | 25.10.2015      |

Примітка: таблиця складена за даними сайту Верховної Ради України

### Депутати VI скликання
За результатами місцевих виборів 2010 року депутатами ради стали:

#### За суб'єктами висування
| Суб'єкт висування                                       | Кількість обраних депутатів | %  |
| ------------------------------------------------------- | --------------------------- | -- |
| Самовисування                                           | 11                          | 55 |
| Політична партія Всеукраїнське об'єднання «Батьківщина» | 6                           | 30 |
| Політична партія Всеукраїнське об'єднання «Свобода»     | 2                           | 10 |
| Народна партія                                          | 1                           | 5  |

#### За округами
| № округу                                                | Прізвище, ім'я, по батькові     | Дата визнання обраним | Освіта             | Партійна приналежність                        | Відомості про обраного депутата                             |
| ------------------------------------------------------- | ------------------------------- | --------------------- | ------------------ | --------------------------------------------- | ----------------------------------------------------------- |
| Народна Партія                                          |                                 |                       |                    |                                               |                                                             |
| 10                                                      | Киричук Надія Миколаївна        | 10.11.2010            | середня спеціальна | член Народної партії                          | Лудинська сільська рада, секретар                           |
| Політична партія Всеукраїнське об'єднання «Батьківщина» |                                 |                       |                    |                                               |                                                             |
| 2                                                       | Півницька Жанна Леонтіївна      | 10.11.2010            | середня            | член Всеукраїнського об'єднання «Батьківщина» | шахта «Бужанська», робітник                                 |
| 5                                                       | Вінярчук Мирослава Миронівна    | 10.11.2010            | середня            | член Всеукраїнського об'єднання «Батьківщина» | відділ поштового зв'язку с. Лудин, листоноша                |
| 9                                                       | Петерчук Ірина Анатоліївна      | 10.11.2010            | середня спеціальна | член Всеукраїнського об'єднання «Батьківщина» | загальноосвітня школа І-ІІІ ст. с. Лудин, бібліотекар       |
| 12                                                      | Розводовський Ярослав Пилипович | 10.11.2010            | середня спеціальна | член Всеукраїнського об'єднання «Батьківщина» | пенсіонер                                                   |
| 13                                                      | Рудницький Михайло Іванович     | 10.11.2010            | середня            | член Всеукраїнського об'єднання «Батьківщина» | пенсіонер                                                   |
| 20                                                      | Пастощук Людмила Василівна      | 10.11.2010            | середня            | член Всеукраїнського об'єднання «Батьківщина» | ст. Ізов, технічний працівник                               |
| Політична партія Всеукраїнське об'єднання «Свобода»     |                                 |                       |                    |                                               |                                                             |
| 6                                                       | Паюк Олена Іванівна             | 10.11.2010            | вища               | член Всеукраїнського об'єднання «Свобода»     | тимчасово не працює                                         |
| 17                                                      | Антощук Василь Павлович         | 10.11.2010            | середня спеціальна | член Всеукраїнського об'єднання «Свобода»     | ст. Ізов, машиніст дрезин                                   |
| Самовисування                                           |                                 |                       |                    |                                               |                                                             |
| 1                                                       | Солодуха Віктор Васильович      | 10.11.2010            | середня            | член Партії регіонів                          | автозаправна станція м. Володимир-Волинський, оператор      |
| 3                                                       | Киричук Катерина Дмитрівна      | 10.11.2010            | вища               | член Партії регіонів                          | загальноосвітня школа І ст. с. Чорників, завідувач          |
| 4                                                       | Савик Марія Федорівна           | 10.11.2010            | середня            | член Партії регіонів                          | пенсіонер                                                   |
| 7                                                       | Гребенюк Галина Петрівна        | 10.11.2010            | середня спеціальна | позапартійна                                  | Комунальне господарство Лудинської сільської ради, директор |
| 8                                                       | Боярчук Василь Степанович       | 10.11.2010            | вища               | позапартійний                                 | НДСФГ Колача Є. Й., агроном                                 |
| 11                                                      | Динь Тетяна Іванівна            | 10.11.2010            | вища               | позапартійна                                  | Лудинська сільська рада, головний бухгалтер                 |
| 14                                                      | Франчук Любов Євгеніївна        | 10.11.2010            | середня спеціальна | член Єдиного Центру                           | Лудинська сільська рада, бібліотеар                         |
| 15                                                      | Киричук Світлана Миколаївна     | 10.11.2010            | середня спеціальна | член Партії регіонів                          | Лудинська сільська рада, касир                              |
| 16                                                      | Баляс Лілія Володимирівна       | 10.11.2010            | вища               | член Партії регіонів                          | загальноосвітня школа І-ІІІ ст. с. Лудин, вчитель           |
| 18                                                      | Денисюк Святослав Васильович    | 10.11.2010            | вища               | член Партії регіонів                          | пункт технічного обслуговування ст. Ізов, слюсар            |
| 19                                                      | Антощук Іванна Петрівна         | 10.11.2010            | середня спеціальна | член Партії регіонів                          | ст. Ізов, оператор                                          |